# Mercado de San Martín (San Sebastián)
El Mercado San Martín es un centro comercial situado en San Sebastián (Guipúzcoa). En la parte inferior, tiene un aparcamiento subterráneo en San Martín. 

## Ubicación
Está ubicado en el centro de la ciudad, en la calle Urbieta 9 del barrio. Se encuentra entre las calles Loyola, Urbieta, San Marcial y Mondragón. 

## Historia
El antiguo edificio del mercado fue construido en 1884 inspirado en el modelo de Les Halles de Bayona, siguiendo un proyecto del arquitecto José Goicoa. El también arquitecto municipal Juan R. Alday completó el proyecto de reforma de 1907 uniendo los dos pabellones levantados por su compañero Goicoa mediante una estructura que posibilitó el cubrimiento de la calle situada entre ambos. De esta forma surgió un tercer pabellón. Con esta reforma el Mercado de San Martín se convirtió en el mercado de abastos más importante de la ciudad.
Durante la década de 1930 y 1940 se realizan las últimas transformaciones, mientras que la última configuración de la fachada data de los años 1950.

## Nuevas instalaciones
Con las nuevas necesidades urbanísticas (tráfico, aparcamiento, seguridad, etc) y demográficas (crecimiento, nuevos hábitos de consumo, etc) a principios del siglo XXI la ciudad se plantea un cambio. En 2003, el Ayuntamiento de San Sebastián, presidido por el alcalde Odón Elorza, decidió demoler el edificio histórico llevándose a cabo en 2005 para, a continuación, construir el actual centro comercial.  
El arquitecto Luis Uzcanga proyecta el nuevo centro, además del mercado, también se convirtió en un centro comercial con variedad de tiendas donde se mezclan las grandes firmas con el mercado tradicional. La construcción actual no tiene nada que ver con el estilo arquitectónico del barrio circundante.